# 新田老站
新田老站（日语：／ Shin-Tarō eki */?）是位於岩手縣宮古市田老字小林，三陸鐵道的谷灣線車站。
車站的愛稱為「真崎之深藍」。

## 歷史
田老地區在震災後進行了防災集團促進遷移工程和土地重整項目。因此，在田老中心附近，鄰近災害公營住宅和三王團地處建設新站，而宮古市田老綜合事務所也遷移至此站。
新車站工程受到幹線鐵道等活性化工程費資助（形成計劃事業），以第三部門三陸鐵道為主體，工程費由國家（經鐵道建設、運輸設施整備支援機構）和地方公共團體提供資金興建。

### 年表
- 2018年（平成30年）
  - 1月4日 - 2月20日：為了山田線移管區間內新開設的車站（包括此站），公開招募車站愛稱[7]。
  - 3月28日：車站愛稱決定為「真崎之深藍」[5]。
  - 7月12日：田老站至攝待站之間可以設置新田老站[2]。
- 2020年（令和2年）5月18日：車站啟用[1][8]。

## 車站構造
此站是位於路堤上的地面車站，設有1面1線的單式月台。
車站大樓內設有宮古市的田老綜合事務所新廳舍。在大樓同3樓為車站月台。1樓和2樓設有當地行政機關、商工團體和金融機構（宮古信用金庫）。車站成為了區域振興和居民交流的據點。

## 車站周邊
- 國道45號
- 宮古市立田老第一小學
- 宮古市立田老第一中學
- 田老郵局
- 田老棒球場（日语：田老野球場）
- 道之驛田老（日语：道の駅たろう）
- 田老觀光酒店（日语：たろう観光ホテル）（震災遺構）
- 宮古市田老公民館
- 田老町漁業協同組合
- 三王岩（日语：三王岩 (岩手県)）
- 真崎海岸

## 相鄰車站
三陸鐵道
■谷灣線
田老－新田老－攝待

## 注腳
1. 1 2 3 4 5  . 三陸鉄道. 2020-05-02  [2020-05-07]. （原始内容存档于2020-05-07） （日语）.
2. 1 2   (PDF) (新闻稿). 国土交通省東北運輸局. 2018-07-12  [2020-02-04]. （原始内容存档 (PDF)于2018-12-14） （日语）.
3. 1 2 3  . 産経新聞. 2020-02-03  [2020-02-04]. （原始内容存档于2020-02-04） （日语）.
4. 1 2 3 4  . 岩手日報. 2020-02-04  [2020-02-04]. （原始内容存档于2020-02-04） （日语）.
5. 1 2   (新闻稿). 三陸鉄道. 2018-04-02  [2020-02-04]. （原始内容存档于2019-03-27） （日语）.
6. ↑  . 鉄道建設・運輸施設整備支援機構. 2018  [2020-08-29]. （原始内容存档于2018-10-14） （日语）.
7. ↑   (新闻稿). 三陸鉄道. 2017-12-28  [2018-04-10]. （原始内容存档于2019-04-10） （日语）.
8. ↑  . 岩手日報. 2020-05-18  [2020-05-18]. （原始内容存档于2020-05-18） （日语）.

## 外部連結
- 車站·周邊資訊【新田老站】 （页面存档备份，存于）（日語）：三陸鐵道